# UBE2U
UBE2U (англ. Ubiquitin conjugating enzyme E2 U (putative)) – білок, який кодується однойменним геном, розташованим у людей на 1-й хромосомі. Довжина поліпептидного ланцюга білка становить 321 амінокислот, а молекулярна маса — 37 741.
| 10         |  | 20         |  | 30         |  | 40         |  | 50         |
| ---------- |  | ---------- |  | ---------- |  | ---------- |  | ---------- |
| MHGRAYLLLH |  | RDFCDLKENN |  | YKGITAKPVS |  | EDMMEWEVEI |  | EGLQNSVWQG |
| LVFQLTIHFT |  | SEYNYAPPVV |  | KFITIPFHPN |  | VDPHTGQPCI |  | DFLDNPEKWN |
| TNYTLSSILL |  | ALQVMLSNPV |  | LENPVNLEAA |  | RILVKDESLY |  | RTILRLFNRP |
| LQMKDDSQEL |  | PKDPRKCIRP |  | IKTTSFSDYY |  | QTWSRIATSK |  | ATEYYRTPLL |
| KVPNFIGQYY |  | KWKKMDLQHQ |  | KEWNLKYSVI |  | KCWLARKRMP |  | HEVTHSMEEI |
| KLCPTLIPTT |  | DEIFLESPTA |  | INSITDIYET |  | EEEGWKSDTS |  | LYENDTDEPR |
| EEEVEDLISW |  | TNTLNTNTSE |  | D          |  |            |  |            |

A: Аланін

C: Цистеїн

D: Аспарагінова кислота

E: Глутамінова кислота

F: Фенілаланін

G: Гліцин

H: Гістидин

I: Ізолейцин

K: Лізин

L: Лейцин

M: Метіонін

N: Аспарагін

P: Пролін

Q: Глутамін

R: Аргінін

S: Серин

T: Треонін

V: Валін

W: Триптофан

Кодований геном білок за функцією належить до трансфераз. 
Задіяний у таких біологічних процесах, як убіквітинування білків, альтернативний сплайсинг. 
Білок має сайт для зв'язування з АТФ, нуклеотидами. 